# Южна Пемба (регион)
Южна Пемба (на суахили: Kusini Pemba; на английски: Pemba South) е регион на Танзания.
Заема южната част на малкия остров Пемба в Индийския океан, принадлежащ на Танзания. Площта на региона е 332 км². Населението му е 195 116 жители (по преброяване от август 2012 г.). Столица на региона е град Мкоани.